# Chrodobert
Chrodobert (latinsky Chrodobertus) (fl. 631/632) byl alamannský vévoda (dux) vládnoucí na počátku 7. století na území později známého jako Švábsko.
Existuje jen málo důkazů, které by naznačovaly existenci alamanského vévody v období na počátku 7. století, ale Fredegarova kronika popisuje události kolem roku 631, kdy se alamanská armáda pod vedením vévody Chrodoberta zúčastnila tažení Dagoberta I. na území Sámovy říše. Alamanská armáda (exercitus Alamannorum) byla jednou ze tří kolon austrasijské armády (exercitus regnum universum Austrasiorum), která na Slovany zaútočila v centrální části Sámovy říše, pravděpodobně podél linie Dunaje. Druhá kolona langobardských spojenců vedených Arioaldem zaútočila proti slovanským jednotkám v Julských Alpách. Ačkoliv Chrodobertova i Arioaldova vojska byla v bojích proti Slovanům úspěšná, vojsko samotného Dagoberta útočící v nejsevernější části proti velké pevnosti či opevněnému táboru u Wogastisburgu, utrpělo po třech dnech bojů drtivou porážku.
Chrodobertova autorita v Alamanii pravděpodobně vzrostla po nástupu Sigeberta III. na trůn Austrasie. Vztah mezi Chrodobertem a ostatními alamanskými vévody není známý. Je možné, že Chrodobert byl stejnou osobou jako Hruodi zmíněný v pašiji svatého Kiliána.